# Langenstraße (Stralsund)

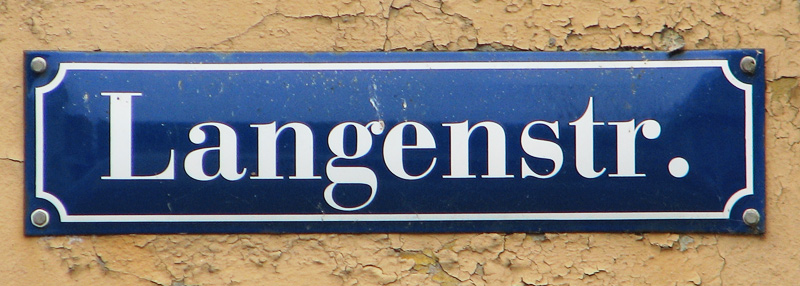
Straßenschild Langenstraße

Die Langenstraße (auch Lange Straße, Langestraße) ist eine als Stadtstraße angelegte Straße in Stralsund. Sie führt vom Neuen Markt in östlicher Richtung, parallel zur Frankenstraße, zum Hafen. Sie gehört zum Kerngebiet des UNESCO-Welterbes mit dem Titel Historische Altstädte Stralsund und Wismar.
Die Langenstraße ist eine der längsten Straßen der Altstadt; von dieser Länge erhielt sie auch ihren Namen. Sie wurde 1275 erstmals urkundlich erwähnt.
Von der ursprünglichen Bebauung ist wenig erhalten; bei der Belagerung Stralsunds 1678 durch den Großen Kurfürsten wurden viele Giebelhäuser zerstört. Ein Stadtbrand am 12. Juni 1680 vernichtete weitere Häuser und erste Neubauten. Die freien Flächen wurden als Gartenland genutzt und erst ab 1720 wieder bebaut. 31 der Gebäude stehen auf der Liste der Baudenkmale in Stralsund.
Die Langenstraße ist als Einbahnstraße in Fahrtrichtung Hafen ausgelegt.
Die heutigen Hausnummern wurden im 19. Jahrhundert vergeben. Die Häuser mit den Nummern 3 bis 34 stehen, vom Neuen Markt aus betrachtet, an der rechten Straßenseite, das Haus mit der Nummer 3 nahe dem Neuen Markt und das Haus mit der Nummer 39 am Kanal am Hafen. Vom Hafen aus ist die Nr. 40 das erste Haus, die Zählung läuft von dort aus bis zur Nr. 71 am Neuen Markt; diese Häuser stehen auf der linken Straßenseite, vom Neuen Markt aus betrachtet.
| Haus- nr. | Anmerkung | Baudenkmal Nr.             | Bild |
| --------- | --- | -------------------------- | ---- |
| 03        | Das Haus stammt aus der Zeit um 1700. Es war ursprünglich eingeschossig ausgeführt. Das Traufenhaus erwarb 1851 der Schuhmacher Carl Engelbrecht, der es um ein Geschoss aufstocken ließ. An der Fassade ist der Name des damaligen Besitzers sowie die einstige Hausnummer C 121 zu sehen. Die Haustür stammt vom Anfang des 19. Jahrhunderts. | 459                        |      |
| 04        | Das zweigeschossige Traufenhaus mit fünfachsiger Straßenfront und einem rundbogigen Portal wurde Ende des 18. Jahrhunderts errichtet. Zum Haus gehören zwei zweigeschossige, zweiachsige Anbauten an der Ostseite. Hinter den Vorhäusern schließt sich eine in Fachwerk ausgeführte Hofbebauung an. Zwischen den Geschossen ist ein aufwendiger Stuckdekor ausgeführt. | 460                        |      |
| 05        | Das Doppelhaus, das an der Ecke zur Judenstraße liegt, besteht aus zwei jeweils zweigeschossigen Gebäudeteilen, einem ehemaligen Gewerbehof. Der westliche, vierachsige Gebäudeteil stammt wahrscheinlich aus der Mitte des 18. Jahrhunderts; er ist im Erdgeschoss mit Putzrustika versehen. Der östliche Bauteil zur Judenstraße mit seiner Segmentbogen-Toreinfahrt wurde 1885 weitgehend erneuert. | 461                        |      |
| 06        | keine Bebauung | -                          |      |
| 07        | Der viergeschossige Putzbau stammt aus der Mitte des 19. Jahrhunderts. Die beiden äußeren der sieben Achsen sind leicht vorgezogen; im dritten Obergeschoss weisen sie jeweils Rundbogenfenster auf. Die Haustür ist spätklassizistisch ausgeführt, ihre beiden Flügel sind mit Kassetten geschmückt und durch halbkreisförmige Fenster gekrönt. | 462                        |      |
| 08        | Das Haus ist als zweigeschossiger Putzbau ausgeführt. Es wurde in der ersten Hälfte des 18. Jahrhunderts errichtet. Zum Hof hin weist das Haus einen Giebel auf, mittig zur Straßenfront ist die Tür angelegt. Die Hofbebauung wurde in der zweiten Hälfte des 19. Jahrhunderts in Fachwerk ausgeführt. | 463                        |      |
| 09        | | -                          |      |
| 10        | Das Traufenhaus an der Ecke zur Unnützen Straße wurde am Ende des 18. Jahrhunderts gebaut. Aus dieser Zeit stammt noch das die Haustür, die rautengegliedert ist. Das Haus besitzt zwei Geschosse mit Satteldach und ist in sechs Achsen gegliedert. Die Fassade wurde 1871 neu gestaltet und erhielt dabei eine Putzbänderung im Erdgeschoss und das Gesimsband, das die Geschosse optisch trennt. | 464                        |      |
| 11/12     | Das dreigeschossige, verputzte Haus steht an der Ecke zur Unnützen Straße. Die abgeschrägte Ecke wird noch durch einen Erker betont. Die beiden Fassaden zur Langenstraße und zur Unnützen Straße sind seitlich jeweils durch ein Zwerchhaus gefasst. Das übergiebelte, von Pilastern gerahmte Portal in der Unnützen Straße stammt noch vom ursprünglichen Bau aus der Gründerzeit; der Gesamtbau wurde im Jahr 1900 erneuert. | 465                        |      |
| 13        | Das dreiachsige, verputzte Gebäude wurde Mitte des 18. Jahrhunderts zweigeschossig errichtet. Die geschnitzte zweiflüglige Haustür mit Rokoko-Ornamentik stammt aus dieser Zeit. Im Jahr 1882 wurde das Haus um eineinhalb Geschosse erhöht und die Fassade klassizistisch überformt. | 466                        |      |
| 14        | | -                          |      |
| 15        | | -                          |      |
| 16        | | -                          |      |
| 17        | | -                          |      |
| 18        | | -                          |      |
| 19/20     | | -                          |      |
| 21        | Der dreigeschossige Putzbau wurde zunächst von der Stralsunder Zuckerfabrik und ab 1880 von der Pommerschen Eisengießerei AG als Gießerei bzw. Lagerhalle genutzt. Im Jahr 1998 wurde das Gebäude saniert und seitdem als Studentenwohnheim genutzt. | 467                        |      |
| 22        | ohne Bebauung | -                          |      |
| 23        | Das dreigeschossig ausgeführte Giebelhaus wurde Anfang des 18. Jahrhunderts errichtet, wobei der Kern älter ist. Es trägt einen Volutengiebel mit geschweiftem Aufsatz. | 468                        |      |
| 24        | | -                          |      |
| 24 a      | | -                          |      |
| 25        | Der zweigeschossige Putzbau wurde im 18. Jahrhundert gebaut. Es war zunächst nur über das Nachbarhaus mit der Nummer 26 zugänglich. Die Front zum Hof ist in Fachwerk ausgeführt. In der zweiten Hälfte des 19. Jahrhunderts wurde die Fassade zur Langenstraße hin überformt. Der Eingang Langenstraße wurde später hinzugefügt. | 469                        |      |
| 26        | | -                          |      |
| 28        | ohne Bebauung | -                          |      |
| 29        | | -                          |      |
| 30        | Das Haus wurde 1744 als zweigeschossiges Traufenhaus errichtet. Im Jahr 1868 wurde ein drittes Geschoss aufgesetzt und die Fassade neu gegliedert; sie erhielt Stockwerkgesimse. Die Haustür und das mittige Korbbogenportal stammen aus dem ursprünglichen Bau. Erhalten ist im Jahr 2012 nurmehr die ursprüngliche zweigeschossige Fassade. | 471                        |      |
| 31        | Das Gebäude wurde im Jahr 1777 als zweigeschossiges Traufenhaus errichtet. Aus dieser Zeit stammt die zweiflüglige, geschnitzte Rokoko-Haustür. Im Jahr 1875 wurden zwei Geschosse aufgesetzt. Die Fassade wurde mit Stockwerkgesimsen und einem Konsolgesims versehen. | 472                        |      |
| 32        | Das Haus wurde als zweigeschossiges Traufenhaus im Jahr 1733 errichtet und war in der ursprünglichen Baufassung erhalten. In der zweiten Hälfte des 19. Jahrhunderts wurde an der rückwärtigen Grenze ein Werkstattgebäude errichtet. Auf dem Baugrund wurde ein Neubau errichtet. | 844                        |      |
| 33        | Im Jahr 1728 wurde das zweigeschossige Traufenhaus an der Ecke zur Badstüberstraße gebaut. Es besitzt Seitengiebel aus Fachwerk, die später verkleidet wurden. Im 19. Jahrhundert wurde die Front zur Langenstraße verändert; die Haustür stammt aus dem zweiten Viertel des 19. Jahrhunderts. | 473                        |      |
| 34        | | -                          |      |
| 38        | | -                          |      |
| 38 a      | Der dreigeschossige Putzbau an der Ecke zum Kronswinkel wurde Anfang des 19. Jahrhunderts als kubischer Baukörper errichtet. Zur Langenstraße liegt die fünfachsige Hauptfassade mit geschosstrennendem Gesims. Das Haus, das bis ins 19. Jahrhundert als Bude eingestuft wurde, gehörte zunächst zur Straße Kronswinkel. Im Jahr 1878 wurde der Eingang in die Langenstraße verlegt und das Gebäude erhielt die Hausnummer 38 a. Im Jahr 1891 wurde ein Geschoss aufgesetzt und im Gebäude die Gaststätte “Zum Goldenen Anker” eröffnet. Die Gaststätte wurde fast durchgehend bis ins Jahr 1996 betrieben, anschließend stand das Haus bis 2008 leer. Im Juni 2009 öffnete hier eine Pension | 474                        |      |
| 39        | | -                          |      |
| 40        | In der ersten Hälfte des 18. Jahrhunderts wurde dieser zweigeschossige, traufständige Putzbau errichtet. Als letztes erhalten gebliebenes Gebäude ist das Haus Zeugnis der typischen Hafenbebauung vor der einstigen Stadtmauer. | 475                        |      |
| 41        | Der zweigeschossige Putzbau steht an der Ecke Am Fischmarkt. Das Haus mit der schlicht gestalteten Fassade stammt aus der Mitte des 18. Jahrhunderts. Noch um 1706/1707 wurde das Grundstück als Ödstelle bezeichnet, kurze Zeit später bereits im Kataster als Kellerteil. Nach 1730 wurde das Haus neu gebaut oder aufgestockt. Das fünfachsige Traufenhaus ist zweigeschossig mit Satteldach ausgeführt. Im Jahr 1877 wurde an der Westseite ein zweigeschossiger Anbau errichtet. | 476                        |      |
| 41 a      | | -                          |      |
| 44/45     | Das verputzte Haus wurde um 1925 auf zwei Parzellen gebaut. Für Stralsund eher untypisch, wurde es als Skelettbau errichtet. Es weist dreieinhalb Geschosse auf und in der Obergeschossen 16 Fensterachsen. Die schmalen rechteckigen Fenster sind durch Pfeiler, die sich über die Geschosse erstrecken, zu Vierergruppen zusammengefasst. Ein viertes Geschoss erstreckt sich über die acht mittleren Fensterachsen; die Fenster dieses vierten Geschosses weisen dreieckige Abschlüsse auf. | 477                        |      |
| 46        | | -                          |      |
| 47        | | -                          |      |
| 48        | | -                          |      |
| 49        | | -                          |      |
| 50        | Das Haus Langenstraße 50 wurde in der ersten Hälfte des 19. Jahrhunderts errichtet. Die Front zur Langenstraße weist zwei Türen auf, die beide denkmalgeschützt sind. Die Haustür ist zweiflüglig ausgeführt und kassettiert; die in einer ausgekleideten Portalnische eingefügte Tür stammt aus der Bauzeit des Hauses. Die einflüglige Ladentür mit Sichtfenster wurde zusammen mit dem Schaufenster im Jahr 1906 eingebaut. | 820 (Türen)                |      |
| 51        | | -                          |      |
| 52        | | -                          |      |
| 53        | | -                          |      |
| 54        | In der Mitte des 19. Jahrhunderts wurde dieses Haus als Speicher aus Backstein errichtet. Im Jahr 1930 wurde der Speicher zum Geschäftshaus umgebaut. Der traufständige Bau weist über der breiten Schaufensterfront im Erdgeschoss sieben Achsen mit Fenstern; die beiden äußeren Achsen sind leicht vorgezogen. | 478                        |      |
| 55        | Der dreieinhalbgeschossige, vierachsige Putzbau wurde im zweiten Viertel des 19. Jahrhunderts errichtet. Im Jahr 1918 kam es zu einem Brand, das Haus wurde danach erneuert. Vom ursprünglichen Bau sind das Portal und die zweiflüglige, geschnitzte Haustür erhalten geblieben. | 479                        |      |
| 56        | | -                          |      |
| 57        | An der Ecke zur Jacobiturmstraße steht dieses Haus. Es wurde in seiner heutigen Form im 18. Jahrhundert gebaut und enthält einen mittelalterlichen Kern; an der Rückseite sind davon gotisches Mauerwerk und Reste eines Blendgiebels zu sehen. Das Haus besteht aus zwei Gebäudeteilen. | 480                        |      |
| 58        | Das Haus steht an der Ecke zur Jacobiturmstraße. Der zweigeschossige Putzbau mit hohem Satteldach fungierte zunächst als Pfarrhaus der St.-Jakobi-Kirche; zum Grundstück gehörte damals auch das Haus Jacobiturmstraße 16/17. Im Jahr 1981 wurde die Fassadengliederung des 17. Jahrhunderts rekonstruiert. Damit wurde gleichzeitig die barocke Gestaltung aufgegeben, einziger Hinweis darauf ist noch die Jahreszahl 1764 am Giebel. Im Erdgeschoss sind breite Segmentbogenfenster zu sehen sowie ein später vermauertes segmentbogiges Portal. Im Obergeschoss über dem Putzband sind zur Langenstraße hin rechteckige Fenster, zur Jacobiturmstraße hin segmentbogige Luken zu sehen. Im Haus wohnte von 1814 bis 1841 Gottlieb Mohnike, an den eine Gedenktafel am Haus erinnert. | 481                        |      |
| 59        | | -                          |      |
| 60        | | -                          |      |
| 61        | Das Haus an der Ecke zur Filterstraße wurde Anfang des 19. Jahrhunderts als zweigeschossiger, traufständiger Putzbau errichtet und diente als Schulgebäude. Zur Langenstraße hin zeigt die Fassade neun Fensterachsen und ein übergiebeltes Zwerchhaus im Satteldach. Zur Filterstraße zeigt die dreiachsige Giebelseite. | 482                        |      |
| 62        | | -                          |      |
| 63        | Bei Grabungen von Archäologen im verfüllten Keller im Jahr 2013 wurden Holzreste gefunden, die auf die Existenz eines traufenständigen Hauses im letzten Drittel des 13. Jahrhunderts hinweisen. Anstelle dieses Hauses wurde später ein 15 Meter tiefes, acht Meter breites Giebelhaus aus Backstein errichtet; die Brandmauern dieses Baus stehen noch heute bis in die oberen Etagen. Bei der Belagerung und Bombardierung Stralsunds im Oktober 1678 und der anschließenden Feuersbrunst brannte das Haus ab. Im Jahr 1687 wurde ein neues Haus errichtet; die schwedische Matrikel von 1706/07 weist Kakob Uhtstims als Besitzer aus. Die Matrikel verzeichnet eine Hausbrauerei und Mälzerei in dem Gebäude, dessen Keller aufgrund wiederholten Wassereinbruchs teilweise verfüllt wurde. Nach der Belagrund und Beschießung Stralsunds im Jahr 1715 wurde das Haus zerstört und an seiner Stelle um 1720 ein Traufenhaus errichtet, der Keller wurde dabei komplett verfüllt. Das Gebäude wurde als verputztes, dreigeschossiges und dreiachsiges Traufenhaus mit schlichter Fassade errichtet. Im Kern war es ein Fachwerkbau vom Anfang des 18. Jahrhunderts. Im Inneren waren Ausstattungselemente von einem in der ersten Hälfte des 19. Jahrhunderts vorgenommenen Umbau erhalten. Im Erdgeschoss war im Jahr 1928 ein Laden eingebaut worden. Das Gebäude wurde abgebrochen. | 483                        |      |
| 64        | Der dreieinhalbgeschossige Putzbau wurde im dritten Viertel des 19. Jahrhunderts gebaut. Das erste Obergeschoss war als Beletage ausgebildet. Die Gesimse sind geschosstrennend ausgeführt, die Fenster aufwendig durch Spiegel geprägt. | 484                        |      |
| 67        | | -                          |      |
| 68        | Der Ratsherr Carl Erich Colberg begründete im Jahr 1839 die Colbergsche Stiftung, als deren Stiftungsgebäude im Jahr 1845 das Haus Langenstraße 68 als zweigeschossiges Traufenhaus errichtet wurde. Die verputzte Fassade weist eine spätklassizistische Gliederung auf. Das Erdgeschoss ist genutet, Gesimse trennen die Geschosse und das Portal sowie die Fenster im Obergeschoss sind faschengerahmt. In den Jahren 1985/1986 wurde das Gebäude erneuert. | 486                        |      |
| 69        | Das Haus selbst wurde im Jahr 1952 als viergeschossiger Putzbau errichtet. Im Hof des Hauses Langenstraße 69 stand von 1786 bis zu ihrer Zerstörung 1944 die Stralsunder Synagoge; die Fundamente sind erhalten, die Denkmalschutzliste weist diese als Denkmal aus. | 487 (Synagoge auf dem Hof) |      |
| 70        | Der dreigeschossige Putzbau wurde in den Jahren 1846/1847 als Logenhaus der Loge „Gustav Adolf zu den drei Strahlen“ errichtet. Die Fassade ist achtachsig ausgeführt. Sie zeigt eine spätklassizistische Gliederung. Die Gesimse betonen die Stockwerke, im Erdgeschoss und im Sockelgeschoss ist Putzbänderung vorhanden. Die äußeren der acht Achsen sind leicht vorgezogen. Über dem ersten Obergeschoss sind die beiden äußeren Achsen mit einem flachen Dreiecksgiebel versehen. | 488                        |      |
| 71        | Das viergeschossige Gebäude wurde in den Jahren 1972/1973 errichtet. Dabei wurde das aus dem 14. Jahrhundert von einem Vorgängerbau stammende Portal integriert. | 489 (Portal)               |      |